# Centre d'initiation à l'enseignement supérieur
Un centre d'initiation à l'enseignement supérieur (CIES) est un organisme français chargé de la formation des moniteurs de l'enseignement supérieur.
La mission principale d'un centre d'initiation à l'enseignement supérieur est de préparer les moniteurs aux fonctions d'enseignant-chercheur, en les formant, par le biais de stages et d'ateliers d'une part à l'enseignement supérieur, d'autre part à la communication scientifique, dans le cadre de la recherche universitaire ou à destination du grand public. La qualité de la formation dispensée par les CIES est parfois contestée.
Un centre d'initiation à l'enseignement supérieur, qui forme des moniteurs appartenant à des domaines de recherche très variés, est en outre un lieu d'échanges et de pluridisciplinarité[non neutre][réf. nécessaire].
Il existe quatorze centres d'initiation à l'enseignement supérieur en France.